# Stejnopohlavní manželství v Kanadě
Stejnopohlavní manželství je v Kanadě legální od 20. července 2005 po přijetí federálního zákona o občanských sňatcích (Civil Marriage Act). Do té doby je od r. 2003 zaváděly jednotlivé kanadské provincie prostřednictvím soudů. První takovou jurisdikcí se 10. června 2003 stala kanadská provincie Ontario poté, co tamní odvolací soud vydal průlomový verdikt potvrzující legálnost stejnopohlavního manželství. Kanada se tou dobou stala čtvrtou světovou a první mimoevropskou zemí, která rozšířila institut manželství i na homosexuální páry. Do té doby mohly kanadské homosexuální páry uzavírat sňatky v osmi z deseti provincií a jednom ze třetí teritorií, což odpovídá přibližně 90 % kanadského obyvatelstva. Více než 3000 homosexuálních párů proto uzavřelo manželství ještě před jeho legalizací na federální úrovni. Od r. 1999 měly nesezdané páry většinu práv a povinností vyplývajících z manželství.
Zákon o civilním manželství (Civil Marriage Act) předložila menšinová liberální vláda Paula Martina Kanadské Dolní sněmovně 1. února 2005 – vládní návrh zákona C-38. 28. června 2005 byl návrh přijat Dolní sněmovnou a 19. července 2005 Senátem. Ihned následující den obdržel královský podpis. Po kanadských federálních volbách 2006, které vyhráli konzervativci, a z nichž vzešla menšinová vláda Stephena Harpera, odmítla 7. prosince 2006 Kanadská Dolní sněmovna návrh na zrušení tohoto zákona v poměru hlasů 175:123, čímž se definitivně potvrdila její legitimita. Jednalo se o třetí hlasování třech různých parlamentů a třech různých premiérů, které se týkalo stejnopohlavního manželství, a které vždy skončilo v jeho prospěch, jak je níže popsáno.

## Stejnopohlavní manželství podle provincií/teritorií
Stejnopohlavní manželství bylo legalizováno v jednotlivých kanadských provinciích a teritoriích v následujících datech:
- 10. červen 2003: Ontario
- 8. červenec 2003: Britská Kolumbie
- 19. březen 2004: Quebec
- 14. červenec 2004: Yukon
- 16. září 2004: Manitoba
- 24. září 2004: Nové Skotsko
- 5. listopad 2004: Saskatchewan
- 21. prosince 2004: Newfoundland a Labrador
- 23. červen 2005: Nový Brunšvik
- 10. červenec 2005 (Zákon o civilním manželství): Alberta, Ostrov prince Edwarda, Nunavut a Severozápadní teritoria

Poznámka: V některých těchto případech byla taková manželství legální už dříve a soudy tuto skutečnost pouze dodatečně potvrdily. Příkladem je Ontario, v němž soud pouze deklaroval legálnost stejnopohlavního manželství uzavřeného v lednu 2001.
Rozhodnutí ontarijské vlády uznat dvě manželství uzavřená 14. ledna 2001 v Torontu by se tedy dalo interpretovat jako první legalizace stejnopohlavního manželství na světě. Kanada svým způsobem umožňovala homosexuálním párům uzavírat manželství ještě před jeho legalizací v Nizozemsku, které tak učinilo v dubnu 2001, a Belgii, která přijala příslušný zákon v červnu 2003.

## Stručný přehled

Kandské provincie a teritoria a jejich přístup ke stejnopohlavnímu manželství před jeho federální legalizací 20. července 2005.
Legální
Nelegální

Právní řády jednotlivých kanadských provincií a teritorií přiznávaly homosexuálním párům právo na uzavření manželství po rozhodnutí tamních soudů, které v osmi z deseti provincií a jednom ze tří teritorií rozhodly, že zákaz stejnopohlavního manželství je neústavní. Homosexuálním párům pak byly následně vydávány manželské licence. Na rozdíl od heterosexuálních párů mohly uzavřít manželství bez ohledu na to, zda mají v dotyčné provincii, či teritoriu trvalý pobyt.
Vzhledem k odlišné právní úpravě v jednotlivých kanadských jurisdikcí vznikaly různé právní nejasnosti. Podle kanadské ústavy totiž definice manželství spadá do výhradní kompetence federální vlády – alespoň tak se k této otázce 9. prosince 2004 postavil Nejvyšší soud Kanady. Do přijetí federálního zákona o civilním manželství (Civil Marriage Act) 20. července 2005 nepřijala kanadská vláda zákon redefinující manželství, čímž by definitivně vyřešila tyto spory. Před plošnou legalizací stejnopohlavního manželství v Kanadě nemohly homosexuální páry uzavírat sňatky v celkem čtyřech jurisdikcích (dvě provincie, dvě teritoria), v nichž soudy nepotvrdily neústavnost zákazu takových manželství. V devíti jurisdikcích (osm provincií, jedno teritorium) soudy rozhodly o legalizaci stejnopohlavního manželství. Z tohoto důvodu před 20. červencem 2005 závisela legálnost stejnopohlavního manželství na konkrétní provincii, či teritoriu.
Vzhledem k tomu, že rozhodnutí Nejvyššího soudu Kanady je v kanadském právu považované za precedent, lze téměř s jistotou konstatovat, že by jakýkoliv soudní spor s provincií, či teritoriem, který umožňoval homosexuálním párům uzavírat sňatky, skončil ve neprospěch stejnopohlavního manželství. Federální právníci postupem času začali legalizaci stejnopohlavního manželství na úrovni jednotlivých jurisdikcí právně napadat. Co se týče provincií, tak nesouhlas s ním vyjádřila pouze konzervativní provinční vláda v Albertě. Albertský premiér Ralph Klein avizoval, že soudní rozhodnutí o ústavnosti stejnopohlavního manželství napadne pro rozpor se 33. sekcí Kanadské charty práv a svobod (Canadian Charter of Rights and Freedoms). Jako důvod uváděl svůj politický nesouhlas s ním.
17. července 2003 oznámil liberální kanadský premiér Jean Chretien, že vláda předloží návrh zákona, který by umožnil homosexuálním párům uzavřít manželství. Vládní návrh z dílny kanadského liberálního ministra spravedlnosti Martina Cauchona byl publikován 17. července 2003 pod spisovou značkou C-38. Ještě před samotným předložením návrhu se kanadská vláda obrátila na kanadský nejvyšší soud, zda je definice manželství jako svazku muže a ženy v souladu s Kanadskou chartou práv a svobod (Canadian Charter of Rights and Freedoms), a zda by se registrované partnerství dalo považovat za přijatelnější alternativu.
9. prosince 2004 rozhodl kanadský nejvyšší soud, že omezení manželství pouze na heterosexuální páry je ústavní, a že za změnu jeho definice nese plnou odpovědnost federální vláda. Soud rovněž deklaroval, že chartou chráněná svoboda vyznání přiznává náboženským institucím právo odmítat oddávat homosexuální páry a vystrojovat jim svatební obřady na své půdě.
Po rozhodnutí Nejvyššího soudu Kanady předložil kanadský liberální ministr spravedlnosti Irwin Cotler návrh federálního zákona o stejnopohlavním manželství, který by legalizoval homosexuální sňatky v celé Kanadě. Vláda Paula Martina vyjádřila s tímto návrhem souhlas, ale svým poslancům nevykonávajícím zároveň mandát člena vlády (backbencher) v Kanadské Dolní sněmovně umožnila volně hlasovat. V reakci na to několik konzervativních politiků a náboženských skupin předložilo protinávrhy podporující manželství jako výhradní svazek muže a ženy ve 33. sekci kanadské charty práv a svobod a v kanadské ústavě. Tehdejší rozložení politických sil v Kanadské Dolní sněmovně jim dávalo velmi malé naděje na úspěch. Albertský konzervativní premiér Ralph Klein tehdy navrhoval hlasování v celostátním referendu, ale nenašel podporu u žádného z předsedů čtyř parlamentních stran.

## Další benefity pro partnery stejného pohlaví v Kanadě

### Jiné formy partnerských svazků
Jak už bylo zmíněno homosexuální páry žijící v Kanadě ve společně hospodařící domácnosti mají téměř stejná práva a povinnosti jako heterosexuální manželé. V r. 1999 rozhodl Nejvyšší soud Kanady v kauze M vs. H., že stejnopohlavním párům musejí být přiznává veškerá práva a povinnosti plynoucí ze svazků podle anglosaského práva (common-law relationships).
Kanadská provincie Quebec už umožňovala homosexuálním párům uzavírat registrované partnerství. V Novém Skotsku platil zákon o domácím partnerství (domestic partnership) obsahující téměř ty samé benefity. Legislativní změny v letech 2001–2004 rozšířily práva partnerských svazků podle anglosaského práva v Manitobě i na homosexuální páry.
V r. 2003 přijala Alberta zákon o vzájemně závislých partnerstvích (interdependent relationships). Páry žijící v něm disponovaly zvláštními majetkovými právy, která jsou zpravidla přiznávána osobám pokrevně spřízněným.

### Další provincie a teritoria
Právní status stejnopohlavních manželství v provinciích a teritoriích zůstával až do přijetí zákona o civilních manželstvích (Civil Marriage Act) nejasný. Byl zaznamenán případ páru, který se soudil s Novým Skotskem o právo na uznání manželství uzavřeného v Ontariu.
Albertský premiér Ralph Klein se snažil všemi možnými prostředky zabránit legalizaci, případně uznávání stejnopohlavního manželství v Albertě. Sám dobře věděl, že změny tamních provinciálních zákonů byly v té době málo pravděpodobné. Případné jiné snahy o změny statusu quo chtěl Klein blokovat. Naopak jedna z provincie, v níž nebylo stejnopohlavní manželství uzákoněné, Ostrov prince Edwarda oznámila, že jí nečiní problémy změnit stávající právní úpravu, aby kolidovala s federální.
V říjnu 2003 premiér Nunavutu Paul Okalik oznámil, že mu nevidí problém v uznávání stejnopohlavních sňatků uzavřených v jiné kanadské provincii, či teritoriu.

## Veřejné mínění
Podle průzkumu Institutu Angus Reid pro Southam News, který se uskutečnil v celé Kanadě, souhlasilo se stejnopohlavním manželstvím 49 % Kanaďanů, 48 % bylo proti. Podpora byla větší v Quebecu (58 %) a v mladší věkové skupině 18–34 let (67 %), naopak nejnižší v Albertě (38 %) a ve věkové skupině starší 54 let (25 %). V roce 1999 ten samý Institut zaznamenal podporu 53 % a nesouhlas 44 %.
V dubnu 2001 podle průzkumu skupiny Environics souhlasilo se stejnopohlavním manželstvím 45 % Kanaďanů (29 % řeklo „rozhodně ano“ a 16 % „spíše ano“). 41 % bylo proti (30 % „rozhodně ne“ a 11 % „spíše ne“).
Průzkum Focus on the Family Canada z června 2002 ukázal, že 46 % Kanaďanů souhlasí se stejnopohlavním manželstvím, zatímco 44 % je proti.
Podle průzkumu Centra pro výzkum a informatizaci (Centre for Research and Information on Canada) z října 2002 souhlasilo se stejnopohlavním manželstvím 53 % Kanaďanů.
V listopadu se uskutečnila agenta Ekos Research Associates/Canadian Broadcasting Corporation, v němž respondenti odpovídali, zda souhlasí, či nesouhlasí s vypsáním referenda o této otázce. 47 % odpovědělo „ne“, 45 % „ano“ a 8 % „nevím“.
Průzkum, který proběhl krátce před hlasováním parlamentu o zákoně o civilním manželství (Civil Marriage Act), ukázal, že 42 % Kanaďanů souhlasí s legalizací stejnopohlavního manželství, zatímco 40 % bylo proti a 18 % neodpovědělo, případně nevědělo.
V červnu 2006 proběhl průzkum Ekos, zda by se měly znovu otevřít debatovat na téma stejnopohlavního manželství. 62 % respondentů odpovědělo, že tato záležitost už byla vyřešená. Pouze 27 % chtělo na toto téma znovu diskutovat. 11 % nemělo jasný názor, případně neodpovědělo.
V r. 2012 ukázal průzkum Forum Research, že 66,4 % Kanaďanů souhlasí s legalizací stejnopohlavního manželství, zatímco 33,6 % je proti. Podpora stejnopohlavního manželství byla největší v Quebecu (72 %) a Britské Kolumbii (70,2 %), nejnižší v Albertě (45,6 %).
V květnu 2013 se uskutečnil průzkum Ipsos zkoumající názor obyvatel 16 zemí na stejnopohlavní manželství. 63 % kanadských respondentů bylo pro stejnopohlavní manželství. 13 % by preferovalo jiný právní institut upravující homosexuální svazky.
Po rozhodnutí Nejvyššího soudu USA v kauze Obergefell proti Hodgesovi v USA, v červnu 2015, se 70 % Kanaďanů v průzkum Forum Research vyslovilo pro stejnopohlavní manželství. Pouze 22 % bylo proti.
V květnu 2016 hlasovala členská základna Konzervativní strany Kanady v poměru hlasů 1036:462 pro změnu stranického programu, v němž byla deklarována podpora manželství jako svazku muže a ženy. K samotné otázce stejnopohlavního manželství se konzervativci odmítli stranicky vyjádřit, čímž umožnili svým členům se k této otázce stavět individuálně, tedy být i proti němu.
V průzkumu CROP z r. 2017 vyjádřilo 74 % Kanaďanů hrdost nad tím, že je v jejich zemi manželství přístupné všem párům bez ohledu na pohlaví. 26 % zaujímalo opačné stanovisko. POdpora stejnopohlavního manželství byla větší u žen (79 %) než u mužů (70 %). Co se týče jazykových skupin, tak větší podporu mělo stejnopohlavní manželství u frankofonního obyvatelstva (82 %) než u anglickojazyčného (73 %). Osoby disponující většími příjmy, s vysokoškolský vzděláním a narozené v Kanadě taktéž byly více nakloněné stejopohlavnímu manželství. Ve věkových skupinách mělo stejnopohlavní manželství větší podporu u mladší generace (82 % ve věkovém rozpětí 18–24 let a 86 % ve věkovém rozpětí 25–34 let). Nicméně i generace starší 65 let byla spíše pro. 66 % jejích respondentů odpověděla kladně. Z jednotlivých provincií byla největší podpora v Quebecu (80 %) následovaném Atlantskými provinciemi (78 %), Britskou Kolumbií (75 %), Ontariem (73 %), Manitobou a Saskatchewanem (70 %) a Albertou (68 %).
AmericasBarometer z roku 2017 ukázal, že 76 % Kanaďanů podporuje stejnopohlavní manželství.